# Columnosphaeria fagi
Columnosphaeria fagi är en svampart som först beskrevs av H.J. Huds., och fick sitt nu gällande namn av M.E. Barr 2001. Columnosphaeria fagi ingår i släktet Columnosphaeria och familjen Dothioraceae.   Inga underarter finns listade i Catalogue of Life.